# Jean-Pierre Haigneré
Jean-Pierre Haigneré (ur. 19 maja 1948 w Paryżu) – francuski astronauta.

## Życiorys
Po ukończeniu w 1971 Akademii Sił Powietrznych i uzyskaniu w 1973 licencji został pilotem myśliwskim. W 1981 ukończył angielską szkołę pilotów testowych, w latach 1986–1987 studiował astrofizykę w Orsay. We wrześniu 1985 został zakwalifikowany do odbycia lotu kosmicznego i rozpoczął przygotowanie i szkolenie.
Swój pierwszy lot kosmiczny odbywał od 1 do 22 lipca 1993 na pokładzie statków Sojuz TM-17 i Sojuz TM-16 jako kosmonauta badacz; spędził wówczas w kosmosie 10 dni, 16 godzin i 8 minut.
Swój drugi lot kosmiczny odbywał od 20 lutego do 28 sierpnia 1999 na pokładzie statku Sojuz TM-29 i  stacji kosmicznej Mir jako inżynier lotu; spędził wówczas w kosmosie 188 dni, 20 godzin i 16 minut.
Został odznaczony Komandorią Legii Honorowej.
Jego żoną jest Claudie Haigneré, również astronautka.
Stowarzyszenie Uczestników Lotów Kosmicznych (Association of Space Explorers) przyznało mu Universal Astronaut Insignia za lot orbitalny (nr 297).